# Добигал, Франц
Франц Добигал (нем. Franz Dobyhal; 14 октября 1817—1894) — австрийский скрипач, альтист и дирижёр чешского происхождения. Сын известного кларнетиста Йозефа Добигала.
В 1836—1875 гг. солист Венской придворной капеллы. Одновременно в 1855—1868 гг. альтист Квартета Хельмесбергера, участник премьеры Фортепианного квартета № 2 Иоганнеса Брамса 29 ноября 1862 г. с участием автора. Играл также в оркестре Венского музыкального общества, где участники квартета занимали позиции концертмейстеров, определяя его высокий уровень.